# Спиридонов, Матвей Яковлевич
Матвей Яковлевич Спиридонов (26 ноября 1912, с. Вавыкино Калужской губернии — 17 августа 1993, гор. Москва) — советский хозяйственный, государственный и политический деятель, Герой Социалистического Труда.

## Биография
Родился в 1912 году в селе Вавыкино. Член КПСС.
С 1939 года — на хозяйственной, общественной и политической работе. В 1939—1945 гг. — главный инженер приисков Главного управления строительства Дальнего Севера НКВД СССР в Якутской АССР, главный инженер, начальник прииска Ольчан Дальстроя НКВД СССР, главный инженер, начальник, директор Индигирского горнопромышленного управления в Якутской АССР, начальник объединения «Якутзолото» Министерства цветной металлургии СССР.
Указом Президиума Верховного Совета СССР от 20 мая 1966 года присвоено звание Героя Социалистического Труда с вручением ордена Ленина и золотой медали «Серп и Молот».
Избирался депутатом Верховного Совета СССР 7-го созыва.
Умер в Москве в 1993 году.